# 克魯佩茨 (赫梅利尼茨基州)
50°20′11″N 26°49′4″E / 50.33639°N 26.81778°E

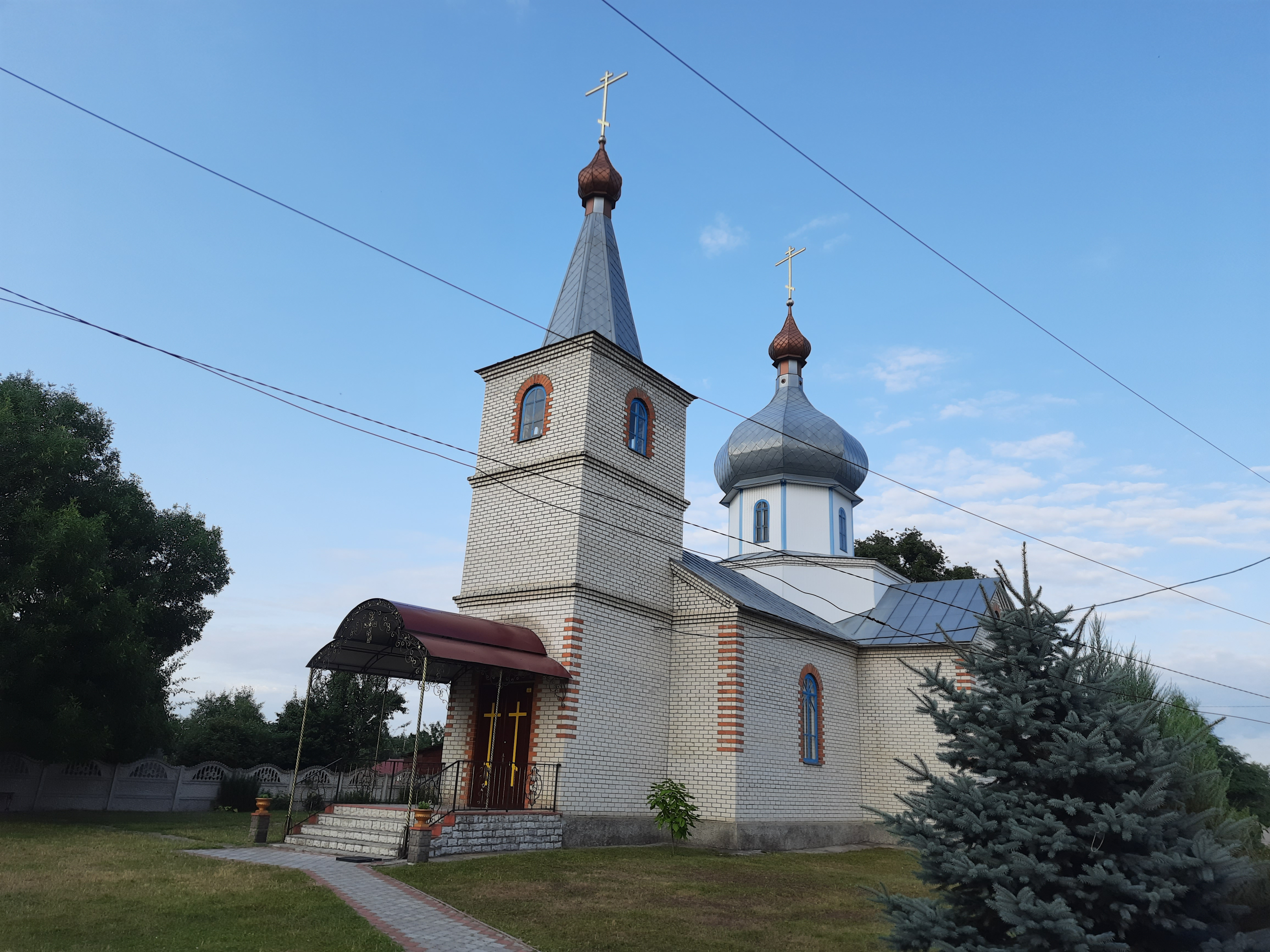
教堂

克魯佩茨（烏克蘭語：Крупець），是烏克蘭西部赫梅利尼茨基州舍佩蒂夫卡區克鲁佩茨市镇内的村落及其行政中心。面積3.25平方公里，海拔高度213米，2001年人口1,384，人口密度每平方公里389.2人。